# 福井県道165号京善原目線
福井県道165号京善原目線（ふくいけんどう165ごう きょうぜんはらめせん）は、福井県福井市と吉田郡永平寺町とを結ぶ一般県道である。

## 路線概要
永平寺町の国道364号と福井市の福井県道164号を結ぶ役割を担う路線である。一部区間は国道416号の旧道であり、越坂トンネルの開通により一般県道に降格した道路をそのまま引き継いでいる。そのため、全線国道416号吉野堺バイパスと並走し、将来的には中部縦貫自動車道と並走することとなる。しかし国が完成を目指す高規格幹線道路と比較し、造りはあまりに脆弱であるため、迂回路としての機能はほとんど持たない。
制定当初の終点は福井市原目町の福井県道164号大畑松岡線交点であったが、これを約150 m延伸し同市上中町で福井東部広域農道と接続する路線となった。起点も路線制定後に先代の永平寺町が同町京善であった新興住宅地周辺に新設した大字のけやき台となり、かつ中部縦貫自動車道の建設に伴い付替が生じ若干移動している。

### 路線データ
- 起点：福井県吉田郡永平寺町けやき台
- 終点：同県福井市上中町

## 通過する自治体
- 福井県
  - 吉田郡永平寺町 - 福井市

## 道路状況
全線舗装はされているが国道416号の旧道区間は全域にわたって狭路であり、ブラインドカーブが連続する山岳系の難所である。終点直前の区間は片側1車線が確保されており、上中町や原目町といった集落の生活道路としての需要があり、交通量もそこそこではあるがある。しかし上記した旧道区間は怪談話の類もあり、昼間から薄暗く不気味で、通行する人はほとんどいない。完全に交通網の主役を吉野堺バイパスに取って代わられてしまった路線である。

## 通過する峠
- 越坂峠

## 接続路線
- 国道364号（永平寺町けやき台、起点）
- 福井県道113号稲津松岡線（永平寺町松岡吉野堺）
- 国道416号＜新道（吉野堺バイパス）＞（永平寺町松岡吉野堺）
- 福井県道164号大畑松岡線（福井市上中町）
- 福井東部広域農道（福井市上中町、終点）

## 沿線周辺
- 北陸自動車道・中部縦貫自動車道 福井北JCT